# Reattore nucleare ISPRA-1

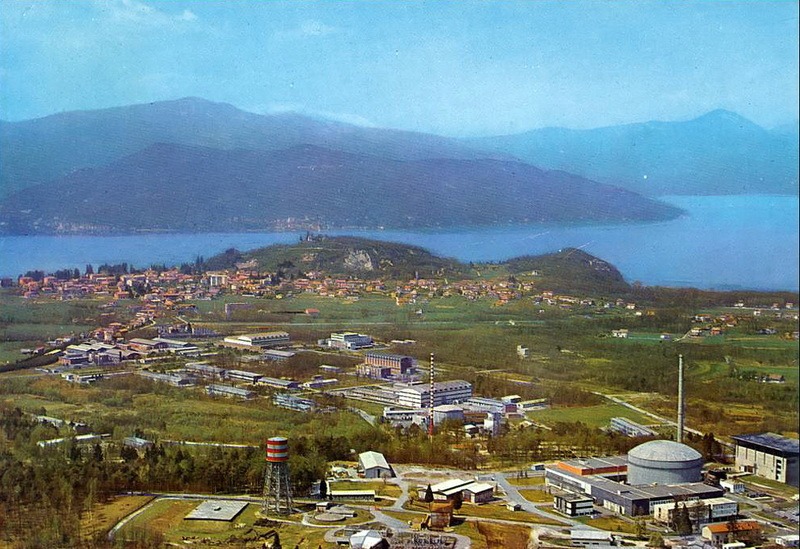
Il sito del reattore ISPRA-1 (centro) e del reattore ESSOR (destra)

Il reattore nucleare ISPRA-1 è stato il primo reattore nucleare di ricerca italiano, funzionante ad acqua pesante, attivo dal 1959 al 1973. Realizzato ad Ispra dal CNRN tra il 1957 e 1958 con una potenza di 5 Megawatt nei pressi del lago Maggiore, questo reattore riprende l'ultimo della serie Chicago Pile, il CP-5. Inaugurato il 13 aprile 1959 alla presenza del Presidente della Repubblica Giovanni Gronchi, con la nascita della Comunità europea dell'energia atomica, il sito venne ceduto al CEEA, con una concessione di 90 anni, a partire dal 1º marzo 1961 mentre il reattore, rimasto sotto il controllo del CNRN, fu affidato alla gestione dell'EURATOM a partire dal 1º marzo 1963, diventando così il più grande ed il più importante sito gestito dal Centro comune di ricerca, una direzione generale della Commissione Europea.
Durante il funzionamento, il reattore è stato utilizzato per la formazione del personale, produzione di radionuclidi, per studi e ricerche che riguardavano il nocciolo, nuovi materiali per la costruzione dei reattori commerciali, flussi neutronici e sulle loro interazioni con la materia vivente, mentre oggi il sito si trova in stato di conservazione in sicurezza in attesa dello smantellamento.
Il 18 gennaio 2024 la società italiana SOGIN e il CCR hanno firmato un accordo, della durata di 5 anni, per organizzare lo smantellamento del sito, che sarà poi completamente dismesso entro il 2040.